# Joško Gvardiol
Joško Gvardiol, né le 23 janvier 2002 à Zagreb en Croatie, est un footballeur international croate qui joue au poste de défenseur central à Manchester City.

## Biographie

### En club

#### Dinamo Zagreb (2019-2021)
Natif de Zagreb en Croatie, Joško Gvardiol est formé par le plus grand club du pays, le Dinamo Zagreb. Il est considéré comme l'un des joueurs les plus prometteurs de sa génération. Gvardiol joue son premier match en professionnel le 18 octobre 2019, en entrant en jeu à la place de Mario Gavranović lors de la victoire du Dinamo contre le HNK Gorica (2-4). Pour son deuxième match seulement en championnat, il inscrit son premier but en professionnel, le 2 novembre, face à l'Inter Zaprešić. Ce but permet à son équipe de s'imposer ce jour-là (1-0).
Il devient Champion de Croatie en 2020, le club étant sacré officiellement pour la 21e fois à l'issue de la 30e journée.
Gvardiol est de nouveau sacré champion lors de la saison 2020-2021.

#### RB Leipzig (2021-2023)
Joško Gvardiol signe un contrat de cinq ans au RB Leipzig, prenant effet à partir de juillet 2021.
Gvardiol joue son premier match pour Leipzig le 20 août 2021 contre le VfB Stuttgart, à l'occasion d'une rencontre de Bundesliga. Il est titularisé au poste d'arrière gauche et son équipe s'impose par quatre buts à zéro,. Le 11 décembre 2021, le jeune croate inscrit son premier but pour Leipzig, lors d'une rencontre de championnat face au Borussia Mönchengladbach. Titulaire en défense centrale, il ouvre le score en reprenant de la tête un centre d'Angeliño et participe à la victoire des siens (4-0),. Il participe au parcours du club en coupe d'Allemagne, le RB Leipzig se hissant jusqu'en finale de l'édition 2021-2022, qui a lieu le 21 mai 2022 contre le SC Fribourg. Il entre en jeu en fin de partie et son équipe s'impose après une séance de tirs au but. Il remporte ainsi un trophée dès sa première saison à Leipzig,.
Le 12 août 2022, il fait partie des dix joueurs nommés pour le Trophée Kopa, récompensant le meilleur espoir mondial de l'année. Courtisé par de nombreux clubs dont le Chelsea FC à l'été 2022, Gvardiol préfère rester à Leipzig, et le 1er septembre 2022, il prolonge son contrat avec le club allemand jusqu'en juin 2027,.

#### Manchester City (depuis 2023)
Le 5 août 2023, Joško Gvardiol s'engage à Manchester City en paraphant un contrat de cinq ans jusqu'en 2028,,. Le montant du transfert est estimé à 90 millions d'euros,. Avec ce transfert, il devient l'un des défenseurs les plus chers de l'histoire du football,.
Gvardiol joue son premier match pour Manchester City le 11 août 2023, lors de la première journée de la saison 2023-2024 de Premier League face au Burnley FC. Il entre en jeu et son équipe l'emporte par trois buts à zéro.

### En sélection
Le 21 mars 2019, avec les moins de 17 ans, Joško Gvardiol inscrit un but contre le Danemark. Ce match gagné 3-2 rentre dans le cadre des éliminatoires du championnat d'Europe des moins de 17 ans.
Le 14 novembre 2019, alors qu'il n'a que 17 ans, il joue son premier match avec l'équipe de Croatie espoirs face à la Lituanie. Il est titulaire et son équipe s'impose par trois buts à un ce jour-là. Gvardiol marque son premier but avec les espoirs le 8 octobre 2020 contre Saint-Marin. Il est titularisé et participe à la victoire de son équipe par dix buts à zéro.
Il est convoqué par Zlatko Dalić, le sélectionneur de l'équipe nationale de Croatie, dans la liste des 26 joueurs croates retenus pour participer à l'Euro 2020.
Le 9 novembre 2022, il est sélectionné par Zlatko Dalić pour participer à la Coupe du monde 2022 au Qatar. Lors du match pour la 3e place face au Maroc, il inscrit son premier but dans un tournoi majeur. 
Une blessure à la paroi abdominale le contraint à déclarer forfait pour la phase finale de la Ligue des nations 2022-2023.
Le 20 mai 2024, il figure dans la liste des 26 joueurs croates retenus par Zlatko Dalić pour participer à l'Euro 2024.

## Statistiques
| Saison                | Club                  | Championnat           | Championnat | Championnat | Championnat | Coupe nationale | Coupe nationale | Coupe nationale | Coupe de la Ligue | Coupe de la Ligue | Coupe de la Ligue | Supercoupe | Supercoupe | Supercoupe | Compétition(s) continentale(s) | Compétition(s) continentale(s) | Compétition(s) continentale(s) | Compétition(s) continentale(s) | Supercoupe UEFA | Supercoupe UEFA | Supercoupe UEFA | Coupe du monde des clubs | Coupe du monde des clubs | Coupe du monde des clubs | Total | Total | Total |
| Saison                | Club                  | Division              | M.          | B.          | P.d.        | M.              | B.              | P.d.            | M.                | B.                | P.d.              | M.         | B.         | P.d.       | Comp.                          | M.                             | B.                             | P.d.                           | M.              | B.              | P.d.            | M.                       | B.                       | P.d.                     | M.    | B.    | P.d.  |
| 2019-2020             | Dinamo Zagreb         | Prva Liga             | 11          | 1           | 0           | 1               | 0               | 0               | -                 | -                 | -                 | -          | -          | -          | -                              | -                              | -                              | -                              | -               | -               | -               | -                        | -                        | -                        | 12    | 1     | 0     |
| 2020-2021             | Dinamo Zagreb         | Prva Liga             | 25          | 2           | 0           | 2               | 0               | 0               | -                 | -                 | -                 | -          | -          | -          | C1+C3                          | 2+11                           | 0+1                            | 0                              | -               | -               | -               | -                        | -                        | -                        | 40    | 3     | 0     |
| Sous-total            | Sous-total            | Sous-total            | 36          | 3           | 0           | 3               | 0               | 0               | -                 | -                 | -                 | -          | -          | -          | -                              | 13                             | 1                              | 0                              | -               | -               | -               | -                        | -                        | -                        | 52    | 4     | 0     |
| 2021-2022             | RB Leipzig            | 1.Bundesliga          | 29          | 2           | 2           | 5               | 0               | 1               | -                 | -                 | -                 | -          | -          | -          | C1+C3                          | 6+6                            | 0                              | 0                              | -               | -               | -               | -                        | -                        | -                        | 46    | 2     | 3     |
| 2022-2023             | RB Leipzig            | 1.Bundesliga          | 30          | 1           | 0           | 5               | 0               | 0               | -                 | -                 | -                 | -          | -          | -          | C1                             | 6                              | 2                              | 0                              | -               | -               | -               | -                        | -                        | -                        | 41    | 3     | 0     |
| Sous-total            | Sous-total            | Sous-total            | 59          | 3           | 2           | 10              | 0               | 0               | -                 | -                 | -                 | -          | -          | -          | -                              | 18                             | 2                              | 0                              | -               | -               | -               | -                        | -                        | -                        | 87    | 5     | 2     |
| 2023-2024             | Manchester City       | Premier League        | 28          | 4           | 1           | 4               | 0               | 0               | 1                 | 0                 | 0                 | -          | -          | -          | C1                             | 6                              | 1                              | 1                              | 1               | 0               | 0               | 2                        | 0                        | 0                        | 42    | 5     | 2     |
| 2024-2025             | Manchester City       | Premier League        | 37          | 5           | 0           | 3               | 1               | 0               | 2                 | 0                 | 0                 | 1          | 0          | 0          | C1                             | 10                             | 0                              | 2                              | -               | -               | -               | 2                        | 0                        | 0                        | 55    | 6     | 2     |
| Sous-total            | Sous-total            | Sous-total            | 65          | 9           | 1           | 7               | 1               | 0               | 3                 | 0                 | 0                 | 1          | 0          | 0          | -                              | 16                             | 1                              | 3                              | 1               | 0               | 0               | 4                        | 0                        | 0                        | 97    | 11    | 4     |
| Total sur la carrière | Total sur la carrière | Total sur la carrière | 160         | 15          | 3           | 20              | 1               | 1               | 3                 | 0                 | 0                 | 1          | 0          | 0          | -                              | 47                             | 4                              | 2                              | 1               | 0               | 0               | 4                        | 0                        | 0                        | 236   | 20    | 6     |

### En sélection nationale
| Saison                | Sélection             | Phases finales        | Phases finales | Phases finales | Phases finales | Éliminatoires | Éliminatoires | Éliminatoires | Ligue Nations | Ligue Nations | Ligue Nations | Matchs amicaux | Matchs amicaux | Matchs amicaux | Total | Total | Total |
| Saison                | Sélection             | Compétition           | M              | B              | Pd             | M             | B             | Pd            | M             | B             | Pd            | M              | B              | Pd             | M     | B     | Pd    |
| --------------------- | --------------------- | --------------------- | -------------- | -------------- | -------------- | ------------- | ------------- | ------------- | ------------- | ------------- | ------------- | -------------- | -------------- | -------------- | ----- | ----- | ----- |
| 2020-2021             | Croatie               | Euro 2020             | 4              | 0              | 0              | -             | -             | -             | -             | -             | -             | 1              | 0              | 0              | 5     | 0     | 0     |
| 2021-2022             | Croatie               | -                     | -              | -              | -              | 4             | 1             | 0             | -             | -             | -             | 1              | 0              | 0              | 5     | 1     | 0     |
| 2022-2023             | Croatie               | Coupe du monde 2022   | 7              | 1              | 0              | 2             | 0             | 0             | 2             | 0             | 0             | -              | -              | -              | 11    | 1     | 0     |
| 2023-2024             | Croatie               | Euro 2024             | 3              | 0              | 0              | 6             | 0             | 0             | -             | -             | -             | 3              | 0              | 0              | 12    | 0     | 0     |
| 2024-2025             | Croatie               | -                     | -              | -              | -              | -             | -             | -             | 8             | 1             | 0             | -              | -              | -              | 8     | 1     | 0     |
| Total sur la carrière | Total sur la carrière | Total sur la carrière | 14             | 1              | 0              | 12            | 1             | 0             | 10            | 1             | 0             | 5              | 0              | 0              | 41    | 3     | 0     |

### Buts internationaux
| 0 | Date             | Lieu                                        | Adversaire | Score | Résultats | Compétitions                            |
| - | ---------------- | ------------------------------------------- | ---------- | ----- | --------- | --------------------------------------- |
| 1 | 8 octobre 2021   | AEK Arena, Larnaca, Chypre                  | Chypre     | 0-2   | 0 - 3     | Éliminatoires de la Coupe du monde 2022 |
| 2 | 17 décembre 2022 | Stade international de Khalifa, Doha, Qatar | Maroc      | 1-0   | 2 - 1     | Coupe du monde 2022                     |
| 3 | 18 novembre 2024 | Stade de Poljud, Split, Croatie             | Portugal   | 1-1   | 1 - 1     | Ligue des nations 2024-2025             |

## Palmarès
| Dinamo Zagreb (4) | RB Leipzig (1)                             | Manchester City (4) | Croatie                             |
| --- | ------------------------------------------ | --- | ----------------------------------- |
| - Championnat de Croatie (2) - Champion : 2020 et 2021 - Supercoupe de Croatie (1) - Vainqueur : 2019 - Coupe de Croatie (1) - Vainqueur : 2021 | - Coupe d'Allemagne (1) - Vainqueur : 2022 | - Supercoupe de l'UEFA (1) - Vainqueur : 2023 - Coupe du monde des clubs (1) - Vainqueur : 2023 - Premier League (1) - Champion : 2024 - Community Shield (1) - Vainqueur : 2024 - Coupe d'Angleterre - Finaliste : 2024 | - Coupe du monde - Troisième : 2022 |

### Distinctions personnelles
- Membre de l'équipe-type de la Coupe du Monde 2022
- 25e du Ballon d'or 2023